# Roca verde

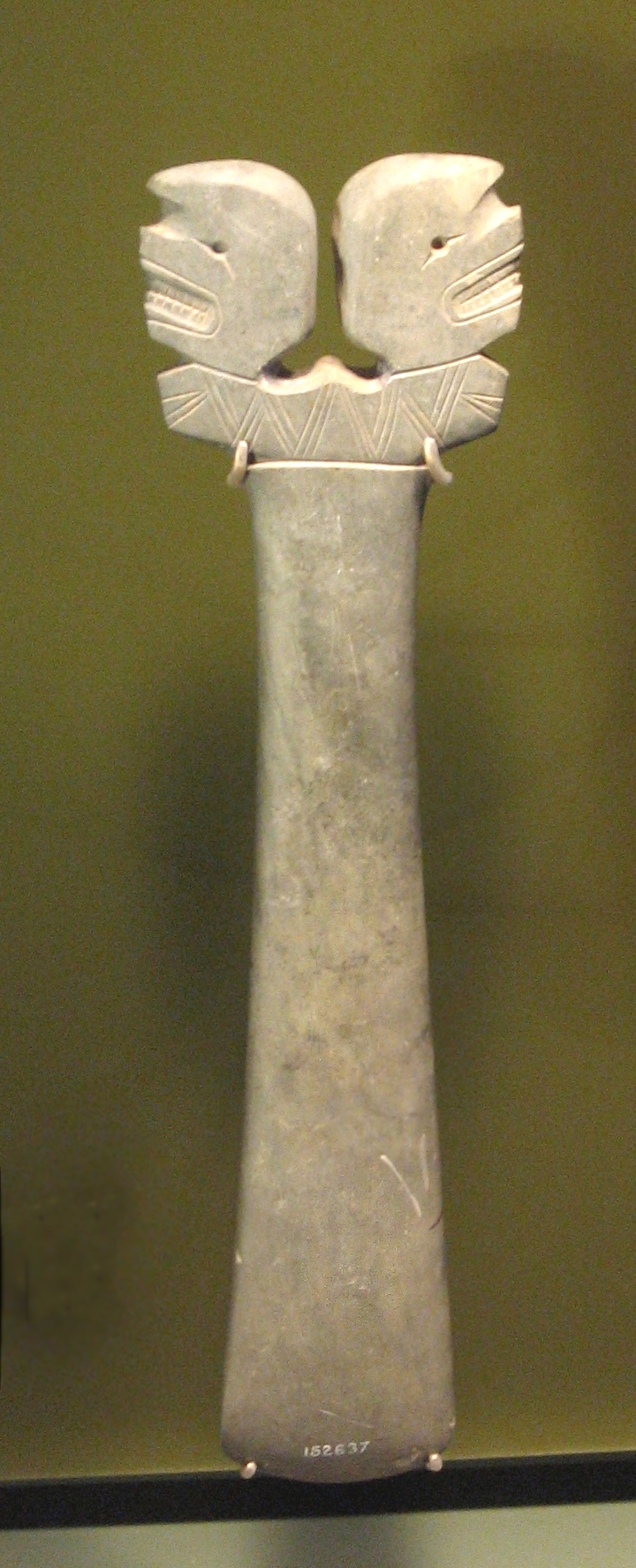
Bastón de piedra verde que data del siglo XVI y que pertenece a la cultura tairona.

Roca verde (en inglés: greenstone) es un término genérico para designar los minerales y las rocas ígneas metamórficas de color verde como el esquisto verde, la clorastrolita, la serpentina, la onfacita, la crisoprasa, el olivino, la nefrita, el jade y la jadeíta (aunque estas últimas son más conocidas por sus nombres). Estas rocas se consideraban valiosas y se utilizaban como material para tallar objetos de piedra como joyas, estatuillas, herramientas rituales y otros artefactos en las culturas antiguas.
El tono verde de estas piedras se debe generalmente a la presencia de minerales como clorita, hornblenda y epidota. En el pasado, habrían sido seleccionados principalmente por su color más que por su composición. Esto explicaría por qué este término genérico se ha utilizado en la arqueología, ya que las culturas antiguas consideraban que las rocas de esta «familia» eran intercambiables.
Los objetos hechos de rocas verdes se encuentran regularmente a grandes distancias de la fuente del material, lo que indica que fueron objeto de comercio o de una actividad comercial. Por ejemplo, una cabeza de hacha hecha de jadeíta y que data del 4000 al 2000 a. C. fue encontrada en Canterbury, Inglaterra, hecha de piedra de los Alpes del Norte de Italia.
El uso de la piedra verde, especialmente el jade, estaba particularmente extendido en la antigua China y Mesoamérica. También se encontró en las culturas indígenas de Australia sudoriental y entre los maoríes (Nueva Zelanda), donde el uso principal era el pounamu. También se encuentran objetos de piedra verde en la Europa neolítica, en particular en las hachas ceremoniales. Se conocen otras armas ceremoniales de jade de los olmecas y otras civilizaciones precolombinas.

## Herramientas y armas de rocas verdes
|                                                                       |
| Hacha neolítica hallada en Inglaterra, jadeíta de los Alpes italianos |

|                                           |
| Lámina ritual de nefrita, China neolítica |

|                            |
| Hacha ceremonial de Tobago |